# Batman: Assault on Arkham
Batman: Assault on Arkham (letteralmente "Batman: Assalto ad Arkham") è un film d'animazione del 2014 diretto da Jay Oliva ed Ethan Spaulding.
Pellicola con distribuzione direct-to-video della serie DC Universe Animated Original Movies, sceneggiata da Heath Corson e prodotta da James Tucker. Uscito il 25 luglio 2014 al San Diego Comic-Con International, è stato rilasciato in digitale il 29 luglio 2014 e su supporto fisico il 12 agosto 2014. È ancora inedito in Italia.
Il film è ambientato nell'universo videoludico di Batman: Arkham, i cui eventi si sono verificati dopo Batman: Arkham Origins. Secondo Jay Oliva, gli eventi si svolgono esattamente due anni prima del primo titolo della saga, Batman: Arkham Asylum. Il film si incentra sulla Suicide Squad (Squadra Suicida in italiano), un gruppo composto da cattivi e antagonisti DC obbligati a lavorare per Amanda Waller in missione speciale.

## Trama
Amanda Waller intrattiene Edward Nigma, alias l'Enigmista, in video-comunicazione in modo che la sua squadra di agenti faccia irruzione nel suo rifugio per assassinarlo; l'operazione viene tuttavia sventata da Batman, venuto a reclamare Nigma per mandarlo all'Arkham Asylum. Amanda allora attiva la Priorità Ultravioletti, mandando i suoi agenti a catturare o trasferire i pericolosi supercriminali Floyd Lawton, Harleen Quinzel, Luise Lincoln, Nanaue, George Harkness, Eric Needham e Anatoli Knyazev (meglio conosciuti come Deadshot, Harley Quinn, Killer Frost, il Re Squalo, Capitan Boomerang, il Ragno Nero e KGBeast) per riunirli nella Task Force X, una squadra d'assalto segreta del governo formata da detenuti senza possibilità di rilascio e soprannominata "Suicide Squad" visto che gli elementi che la compongono sono, a dire della Waller, sacrificabili. Lo scopo del reclutamento è mandarli in missione per irrompere nell'Arkham Asylum e recuperare un file rubato dall'Enigmista (che una settimana prima lavorava per la Waller) contenente tutte le informazioni su ogni membro della Task Force X, minacciando di diffonderle su Internet; i nuovi membri attuali hanno il compito di recuperare la chiavetta USB dal bastone del criminale, chiuso nel deposito oggetti del manicomio. I criminali vengono forzati ad eseguire gli ordini perché è stato impiantata loro una microbomba nella nuca che esploderà non appena falliscono o si ribellano alla donna. KGBeast è la prima vittima del congegno, che la Waller attiva per dimostrare al resto del gruppo di fare sul serio.
I sei vengono quindi lanciati su Gotham City da un aereo; passando poi per le fogne, arrivano al nightclub "Iceberg Lounge" di Oswald Cobblepot – alias Pinguino – dove il criminale, assoldato dalla Waller, farà da intermediario alla loro missione fornendo loro i piani per entrare ad Arkham, oltre alle armi, alle attrezzature e ad un alloggio per la notte. In squadra iniziano le prime tensioni, con Capitan Boomerang per niente entusiasta che Deadshot sia a capo della squadra; quest'ultimo finirà poi per andare a letto con Harley, che è attratta dal cecchino. Nel frattempo Amanda contatta in privato Killer Frost per affidarle una missione secondaria segreta.
L'indomani notte il gruppo entra in azione. Harley distrugge un negozio di bambole, attirando l'attenzione di Batman. Quest'ultimo esigerà delle risposte circa una bomba radioattiva che in precedenza Joker ha nascosto da qualche parte, pronta a scattare per distruggere la città. La ragazza sinceramente non sa di cosa egli stia parlando e l'eroe semplicemente la manderà ad Arkham.
I vari membri della Squad si infiltrano in diverse maniere nel manicomio attraverso dei travestimenti: Harley come detenuta viene accompagnata da Deadshot travestito da poliziotto, Ragno Nero uccide uno degli inservienti di Arkham e indossa la sua uniforme, Harkness trasporta Killer Frost facendola passare per un cadavere.
Durante il tragitto, Harley incontra l'ex fidanzato Joker in cella, il quale si burla di lei per tutte le sofferenze che le ha fatto subire: la ragazza perde la testa e tenta di sparagli con la pistola di Deadshot per ucciderlo, ma in realtà questa distrazione permetterà alla squadra di superare i vari controlli di sicurezza grazie alla manomissione di Deadshot ai cavi. Ragno Nero si infiltrerà in cucina e farà esplodere un forno a microonde attirando gli agenti di sicurezza di Arkham. Riunendosi, il gruppo solleverà una grata fognaria nei sotterranei, facendo entrare per ultimo anche Re Squalo e le loro armi; manomettendo le telecamere per non mettere in allarme la Waller e Batman, i sei si dirigono al deposito oggetti. La rivalità tra Capitan Boomerang e Deadshot fa tuttavia saltare la copertura e la squadra è quindi costretta a partire all'assalto, eliminando gli agenti che si frappongono davanti a loro.
In uno dei suoi giri notturni, Batman è ancora dubbioso circa il comportamento di Harley. Scoprendo che le telecamere trasmettono un vecchio girato e che Arkham ha avuto un codice giallo, si dirige immediatamente sull'isola. Riuscendo a contenere la loro copertura e dopo qualche litigata, la Suicide Squad entra finalmente nel deposito per recuperare la chiavetta USB e vari articoli di altri criminali. Ma ecco che sopraggiunge Batman, il quale inizia una lotta serrata contro la squadra intera. Il gruppo fuggirà sconfitto dal deposito in crollo, lasciandosi dietro Batman sconfitto incredibilmente da Ragno Nero. Tuttavia qualcosa non va nella loro missione: la chiavetta USB non è nelle loro mani e Killer Frost si è divisa dal gruppo. Il suo scopo è uccidere l'Enigmista per conto della Waller. Arrivata in cella però scoprirà che l'uomo conosce il segreto per disinnescare le bombe sul collo. Intanto un altro criminale è in circolazione: Joker, approfittando di una falla in cella provocata da uno dei proiettili vaganti di Harley, riesce a fuggire e vaga per il manicomio. Anche Batman, indebolito, vaga per i corridoi.
Deadshot guadagna tempo con le menzogne dette alla Waller attraverso le comunicazioni radio e guida il gruppo per riunirsi a Killer Frost ed Enigmista. Sbaragliando il gruppo di guardie corazzate del manicomio, la squadra si dirige al centro medico per farsi togliere le microbombe attraverso lo spiacevole metodo dell'elettroshock per friggerle. Riusciranno a liberarsene proprio in tempo, quando la Waller azionerà le bombe per ucciderli. Avendo la pelle troppo spessa, la scossa non ha raggiunto la microbomba di Re Squalo e gli esploderà la testa. Anche la bomba di Ragno Nero non è esplosa: in realtà questi altri non è che Batman, che ha indossato le vesti del criminale dopo lo scontro nel deposito (il vero Ragno Nero, nei panni di Batman, morirà anche lui, sotto gli occhi stupefatti di Joker). Nella confusione generale tra elettroshock, pallottole ed esplosioni, il gruppo fuggirà via, Nigma è a terra sconfitto e Batman scappa ferito.
La squadra oramai non ha più ragione di restare unita perché tenta di fuggire ai poliziotti che hanno circondato l'isola, cercando di raggiungere un elicottero. Harley, per paura, si ricongiunge a Joker, ma a questi interessa la sua mazza gigante sottratta al deposito, contenente nientemeno che la famigerata bomba radioattiva che subito attiverà. Inoltre lascerà liberi tutti i pazzi e i criminali di Arkham, compresi i nemici giurati di Batman. Nel tentativo di far partire una volante della polizia, Killer Frost verrà lanciata da Bane contro una roccia, morendo presumibilmente nell'esplosione seguente. Capitan Boomerang rimarrà rinchiuso assieme ai pazzi nel manicomio, contenuti dalla polizia di Gotham. Deadshot fugge con l'elicottero, seguito a ruota dal Bat Jet del Cavaliere Oscuro. Nel primo mezzo si infiltrano inoltre Joker e Harley, al fine di impossessarsene per lanciare la bomba su Gotham, ma nella lotta tra i due uomini si schiantano contro un grattacielo. Mentre Batman disinnesca la bomba, Deadshot e Joker si scontrano all'ultimo sangue finché il pagliaccio principe del crimine non precipita con l'elicottero, trovando si pensa la fine (ma successivamente la cosa verrà smentita, sia perché il corpo non è stato ritrovato sia perché non si spiegherebbe canonicamente la sua presenza nei videogiochi della serie Arkham).
L'indomani mattina, nell'ufficio della Waller, Batman la accusa delle sue azioni, ma lei si schermerà sicura che nessuno possa mettersi contro la parola del governo statunitense. Batman se ne va e la Waller sorseggia un drink davanti alla finestra quando un laser mira la sua fronte. A molta distanza dall'ufficio, tra i grattacieli, Floyd Lawton si riunisce con la figlia e si prenderà la sua rivincita, ovvero uccidere la Waller col suo fucile.

## Personaggi
- Bruce Wayne / Batman doppiato da Kevin Conroy: il vigilante mascherato di Gotham City.
- Floyd Lawton / Deadshot doppiato da Neal McDonough: uno spietato e onorevole cecchino assassino dall'ottima mira.
- Harleen Quinzel / Harley Quinn doppiata da Hynden Walch: una psicopatica supercriminale ex-compagna di Joker.
- Luise Lincoln / Killer Frost doppiata da Jennifer Hale: una supercriminale dotata del potere della criocinesi. Verrà incaricata dalla Waller di uccidere l'Enigmista. Verrà lanciata da Bane contro una roccia e probabilmente il colpo la ucciderà.
- Nanaue / Re Squalo doppiato da John DiMaggio: uno squalo umanoide. Verrà ucciso dalla bomba che gli era stata messa sotto la pelle.
- George Harkness / Capitan Boomerang doppiato da Greg Ellis: un supercriminale maestro nell'uso dell'arma omonima, e uno dei nemici di Flash.
- Eric Needham / Ragno Nero doppiato da Giancarlo Esposito.
- Anatoli Knyazev / KGBeast doppiato da Nolan North. Amanda Waller lo uccide facendo esplodere la bomba piazzata sotto la sua pelle per fare un esempio ai membri della Suicide Squad.
- Amanda Waller doppiata da CCH Pounder: l'antagonista principale del film. Formerà la Suicide Squad per sbarazzarsi dell'Enigmista a conoscenza delle sue azioni illegali. Verrà uccisa da Deadshot.
- Edward Nigma / Enigmista doppiata da Matthew Gray Gubler: un supercriminale che conosce informazioni sulle azioni illegali della Waller, che quindi deciderà di ucciderlo.
- Oswald Cobblepot / Pinguino doppiato da Nolan North: supercriminale alleato di Amanda Waller. Dirige il locale Iceberg Lounge.
- Joker doppiato da Troy Baker. Vuole distruggere Gotham City usando una bomba nucleare. Cadrà da un elicottero durante uno scontro con Deadshot, ma viene fatto capire che sopravviverà.

Anche se non accreditati, nel film appaiono alcuni personaggi della saga videoludica come Due Facce, Poison Ivy, Bane, lo Spaventapasseri, Victor Zsasz e il Ventriloquo. Vengono nominati anche altri criminali minori, come la Falena Assassina, Firefly, Maxie Zeus, Mr. Freeze e il Cappellaio Matto.

## Colonna sonora
La colonna sonora del film è stata pubblicata il 30 luglio 2014, composta da Robert J. Kral.
1. “Nigma's Confrontation / It's Batman”
2. “Criminal Montage”
3. “Task Force Indoctrination”
4. “Dropping Down”
5. “Gearing Up / Beer Room Challenge”
6. “Harley Arrested to Arkham”
7. “Infiltrating Arkham & Joker Assault”
8. “Killer Frost's Kiss & Black Spider's Microwave”
9. “Harley Bait & King Shark's Work”
10. “Suicide Squad in the Big House”
11. “Batman's Gotham & Property Room Access”
12. “Batman Fights Suicide Squad”
13. “Joker's Out / Suicide Squad vs. SCU”
14. “Joker Attacks Batman”
15. “Prisoners Released”
16. “Chopper Fight / Poison Ivy / The Batplane”
17. “Chopper Crash”
18. “Final Confrontations”
19. “Batman – Assault On Arkham End Credits”

## Accoglienza

### Critica
Scott Mendelson di Forbes ha elogiato il film per l'azione, lo stile artistico, lo humour, le voci e i personaggi, considerandolo uno dei migliori film direct-to-video della DC Comics. Il film è stato altresì definito "allegramente immorale", basandosi sull'azione violenta e sugli ambigui personaggi della Suicide Squad. Grazie ai suoi protagonisti scellerati, la commedia dark e i contenuti sessuali, Mendelson considera la produzione del film un esperimento della DC pienamente riuscito in accordo col fumetto originale.
Seth Robinson di Newsarama ha invece criticato la pellicola, considerando l'animazione, la caratterizzazione e la trama molto poveri. Ha attaccato in particolare il doppiaggio, trovando la performance del cast sconnessa, in particolare l'interpretazione di Amanda Waller. Ha trovato inoltre superficiale la caratterizzazione di Deadshot per chi non ha letto il fumetto e gli atti folli di Harley Quinn molto antipatici. Insomma, ritiene che il lavoro non sia all'altezza della serie videoludica Batman: Arkham e dell'episodio Task Force X dalla serie animata Justice League Unlimited.
Nel complesso, comunque, il film ha incassato circa 4.233.661 dollari.

## Curiosità
- Al centro di riabilitazione mentale per donne si può vedere Harleen guardare la sigla della sitcom d'animazione The Looney Tunes Show su un tablet.
- Durante la rivolta del manicomio verso la fine del film, si avranno una previsione degli eventi futuri di Batman: Arkham Asylum, come il fiore gigante e le guardie ipnotizzate di Poison Ivy, Bane che finisce sconfitto nelle acque dell'isola e altro.
- Quando Harley va a cercare il suo martello, tra le cose scartate c'è anche la maschera usata da Joker nel film Il cavaliere oscuro di Christopher Nolan (2008). Probabilmente è un omaggio a Heath Ledger, attore che nella pellicola interpretava proprio il Clown Principe del Crimine.